# Olaf Dreyer
Olaf Dreyer (Amburgo, 1969) è un fisico tedesco.
I suoi interessi si basavano sulla ricerca della gravità quantistica e il problema della misurazione quantistica. Dreyer conseguito il dottorato in gravità quantistica nel 2001, dalla Pennsylvania State University sotto la direzione di Abhay Ashtekar. Successivamente ha tenuto una borsa di studio post-dottorato presso il Perimeter Institute a Waterloo, Ontario, una borsa di studio a Marie Curie presso l'Imperial College di Londra, e una borsa di studio post-dottorato presso il Centro di Fisica Teorica, Massachusetts Institute of Technology.
Nel 2002 Dreyer ha proposto un collegamento tra il parametro Barbero-Immirzi fra il comportamento asintotico del buco nero in gravità quantistica a loop.
Dreyer ha sviluppato un approccio della gravità quantistica conosciuta come "la relatività interna".